# Patthardaihiya
Patthardaihiya (nep. पत्थरदहिया) – gaun wikas samiti w zachodniej części Nepalu w strefie Lumbini w dystrykcie Kapilvastu. Według nepalskiego spisu powszechnego z 2001 roku liczył on 1375 gospodarstw domowych i 9344 mieszkańców (4480 kobiet i 4864 mężczyzn).